# Los Maitenes (Cajón del Maipo)

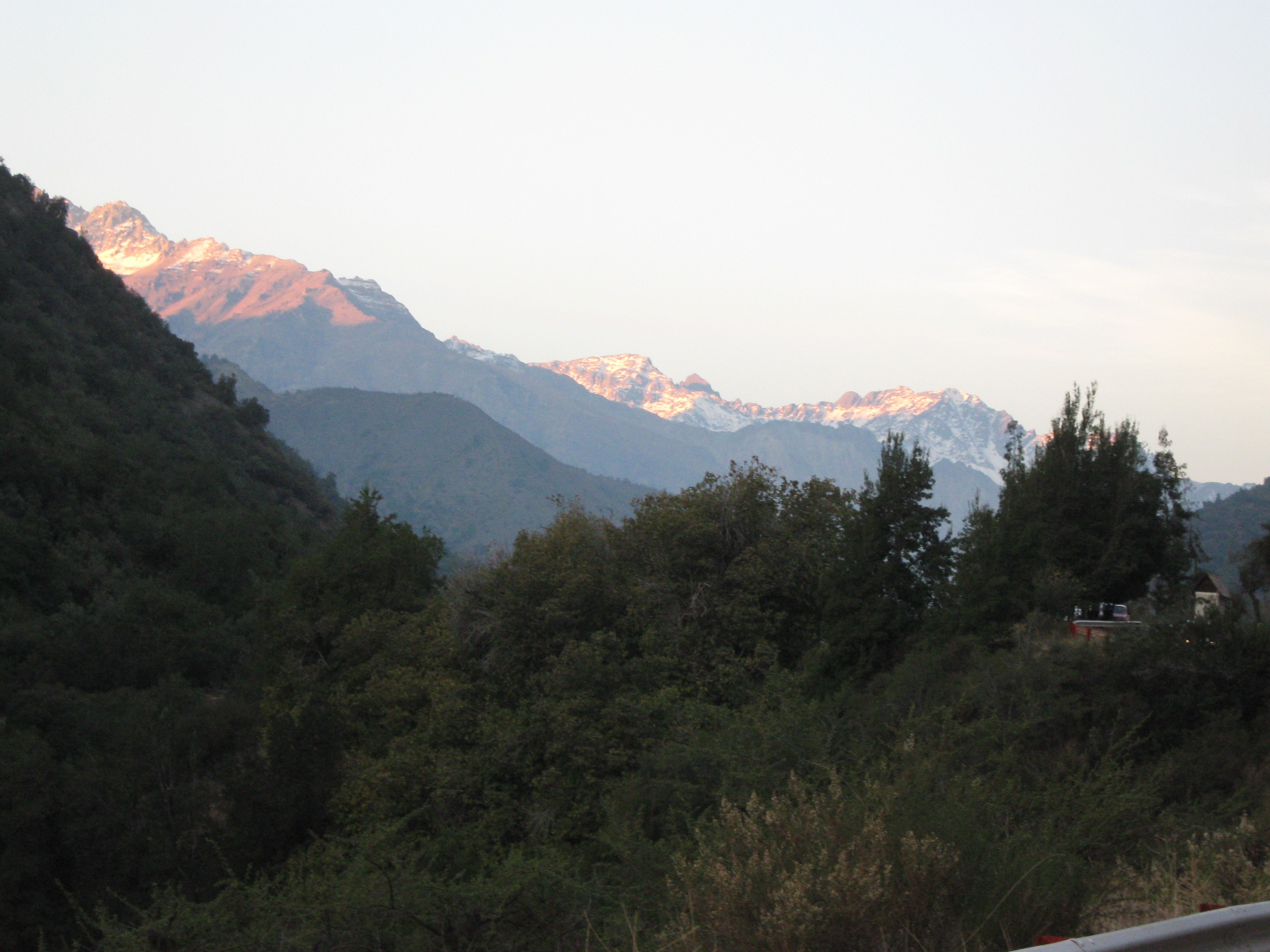
Cordón cordillerano frente a río Colorado, Los Maitenes.

Los Maitenes es una pequeña localidad cordillerana ubicada en el Valle del Cajón del Maipo a orillas del río Colorado a 1180 metros sobre el nivel del mar y a 20 km de San José de Maipo, por la ruta G-345 que llega hasta la Reserva Cañón del Río Olivares.
Recibe su nombre del árbol Maiten. Esta localidad creció alrededor de la Central hidroeléctrica de Los Maitenes, fundada en 1923.
Cuenta con señal 3G de Claro y WOM vía Roaming. Entel y Movistar no llegan a la localidad.